# 30007 Johnclarke
30007 Johnclarke este un asteroid din centura principală de asteroizi.

## Descriere
30007 Johnclarke este un asteroid din centura principală de asteroizi. A fost descoperit pe 2 februarie 2000 la Socorro, New Mexico, în cadrul proiectului LINEAR. Asteroidul prezintă o orbită caracterizată de o semiaxă mare de 2,21 ua, o excentricitate de 0,18 și o înclinație de 3,8° în raport cu ecliptica.